# Осада Киева (1658)
Осада Киева 1658 года — событие Русско-польской войны 1654—1667 годов, в ходе которого войско перешедшего на сторону польской Короны гетмана Ивана Выговского, состоявшее из казаков и крымских татар, осадило гарнизон царских войск в Киеве под командованием боярина Василия Шереметева и князя Юрия Барятинского.

## Предыстория
После смерти Богдана Хмельницкого в атмосфере острых противоречий и при исключении Запорожской Сечи старшина Гетманщины избрала на пост гетмана бывшего войскового писаря Ивана Выговского. После избрания Выговский резко изменил внешнеполитический курс Войска Запорожского в сторону сближения с Речью Посполитой, что раскололо Гетманщину и погрузило её в состояние гражданской войны. Выговский жестоко расправился с восставшей Полтавой, отдав её на разграбление крымским татарам в качестве оплаты за их военную помощь.
Русское правительство колебалось, долго не решаясь отдать предпочтение одной из сторон, и даже призывало восставших подчиниться гетману, чтобы остановить кровопролитие. Однако по мере того, как переговоры Выговского с польским правительством продвигались, его действия становились всё более враждебными. В частности, он напал на царский конвой с арестованным Яковом Барабашем и казнил его. В августе 1658 года гетман начал открытые военные действия против русских войск.

## Ход осады
22 августа 1658 года армия брата гетмана Данилы Выговского из казаков и крымских татар осадила Киев. В городе держал оборону гарнизон царских воевод Василия Шереметева и Юрия Барятинского при поддержке части казаков, которые не приняли сторону Выговского и остались верными присяге. Всего против 20 тысяч воинов Выговского Шереметев и Барятинский имели около 6 тысяч человек. Брацлавский полковник Иван Сербин, который принимал участие в походе Данилы Выговского, утверждал, что многие ветераны этой экспедиции не желают воевать против царских людей и поэтому дезертируют из своих полков. Источники также свидетельствуют о том, что перед походом Выговский казнил нескольких полковников и сотников, чтобы через устрашение заставить казаков следовать за ним.
23 августа Выговский, сговорившись с киевским полковником Павлом Яненко, поджёг посады Киева и атаковал город с нескольких сторон, однако ворваться в Киев не смог — царские ратники на валу и городских стенах отбили все атаки. Засевший с казаками в Киселёвом городке Яненко, о предательстве которого Шереметева предупредил наказной киевский полковник Василий Дворецкий, был разбит стрелецким головой Иваном Зубовым. В ночь с 23 на 24 августа казаки Выговского, ставшего лагерем у Печерского монастыря, попытались с двух сторон скрытно проникнуть в Киев, но были обнаружены. Одна из атакующих колонн была полностью разгромлена решительной атакой отряда рейтар (тяжёлой кавалерии) под командованием Барятинского и Николая фон Стадена, и в панике отступила, потеряв 12 пушек. Одновременно укрепления Выговского были атакованы царской пехотой. Раненый Выговский был вынужден с большим уроном отойти от Киева вниз по Днепру.
Повторное нападение Яненко с полком со стороны горы Щековицы было отражено пехотой Сафонова, и вскоре полк был разбит и рассеян подоспевшими рейтарами Барятинского. Многие изменившие казаки утонули в Почайне.

## Битва под Васильковом
Воспользовавшись уходом основных вражеских сил, Шереметев выдвинул Барятинского против оставшихся под Киевом войск брата гетмана — Константина Выговского. 20 сентября под городом Васильков (25 километров южнее Киева) Барятинский снова дерзко атаковал превосходящие его силы врага. Потеряв более тысячи человек убитыми, войска Константина Выговского в панике откатились на юг. В плен был взят двоюродный брат гетмана, Василий Выговский.
В состав трофеев Барятинского вошли два полковника, множество пленных, а также буздыган (гетманская булава) Константина Выговского. Буздыган в знак своей блистательной победы Барятинский отослал в Москву, а на буздыгане сделал следующую надпись: «167 году сентября в 20 день буздуган князя Юрия Микитича Барятинского взят на бою под Василковом от Киева в полтридцать верст, побив наказного Гетмана войска Запорожского Костентина Выговскова и крымского мурзу Каплана и с татары, а полковников Ивана Сербина и Василья Выговскова и многих живых побрали, а Государевых людей не убито и в полон не взято ни человека». Этот буздыган и ныне хранится в Оружейной Палате Московского кремля.

## Последствия
Отражение осады со стороны войск Выговского было важным шагом к сохранению контроля Москвы над Малороссией и Киевом в резко осложнившихся обстоятельствах измены казацкой верхушки. Осада стала поводом для отправления в Гетманщину дополнительных контингентов, а её результат помог вдохновить лояльные царю слои населения Гетманщины к дальнейшему сопротивлению Выговскому, которое продолжилось и после поражения царской армии в Конотопской битве. Сохранение царских гарнизонов в тылу связывало значительные силы гетмана, отправившегося воевать на восток, в Северскую землю. В августе 1659 года правительственные войска, выступившие из Киева, нанесли Выговскому серьёзное поражение, после которого тот был вскоре свергнут и бежал.
Два года спустя, после капитуляции армии Шереметева под Чудновом, к Киеву вновь подошли войска, на этот раз польские. Однако оставшийся в городе Юрий Барятинский отказался сдать город и вывести гарнизоны из Переяслава и Чернигова. Из-за денежных неурядиц и дезертирств в польском войске поляки так и не решились на приступ.